# Pedro de Sousa e Holstein, 1.º Duque de Palmela
Pedro de Sousa e Holstein, 1.º Duque de Palmela, (Turim, Reino da Sardenha, 8 de maio de 1781 — São Mamede, Lisboa, 12 de outubro de 1850) foi um político e militar português do tempo da monarquia.
Líder destacado dos cartistas (facção mais conservadora do liberalismo português), representou Portugal no Congresso de Viena, foi por algumas vezes ministro dos negócios estrangeiros, e ainda, entre 1834–1835, em 1842 e em 1846, presidente do Conselho de Ministros. Para além disso, serviu ainda de embaixador em Copenhaga, Berlim, Roma, Madrid e Londres.
Foi primeiro Conde (1812), primeiro Marquês (1823) e primeiro Duque de Palmela (1833, de juro e herdade desde 1850). Foi ainda o primeiro Duque do Faial (1833) e Conde de Sanfrè, no Reino da Sardenha.

## Infância e educação
De acordo com a informação constante do Arquivo Nacional da Torre do Tombo:
«Os Sousas do Calhariz, Duques de Palmela, descendem de Isabel de Sousa, filha bastarda de Dom Lopo Dias de Sousa, Mestre da Ordem de Cristo. Para além de Condes, Marqueses e Duques de Palmela, primogénitos e secundogénitos dispõem ainda de títulos como Condes do Calhariz (1823), Marqueses de Sousa Holstein (1855), Marqueses de Monfalim (1861) e Marqueses de Sesimbra (1864).»
Foi 1.º e único Conde e Marquês e 1.º Duque de Palmela, D. Pedro de Sousa e Holstein, Conde de Sanfré no Piemonte, nascido em Turim, em 1781, falecido em 1850, filho de Dom Alexandre de Sousa e Holstein, senhor da Casa dos Sousas, chamados do Calhariz, embaixador de Portugal nas cortes de Copenhaga, Turim, Roma e Berlim, e de D. Isabel Juliana de Sousa Coutinho, da Casa de Alva, depois Marquesa de Santa Iria.»
Antes dele, também o seu pai servira o país como diplomata. Por essa mesma razão, aliás, Palmela nasceu na Itália, e durante a sua juventude, percorreu com a sua família diversas cidades europeias.
Entre 1791 e 1795 frequentou um internato em Genebra, regressando depois a Portugal, onde estudou na Universidade de Coimbra.

## Carreira
A sua posição de herdeiro de Casa importante da Corte obrigava-o a servir na carreira de Armas. Então, ingressou no exército, e em 1806 viajou para Roma, onde o seu pai era embaixador junto da Santa Sé. Como este morreu no exercício das suas funções, Palmela substituiu-o, com apenas 21 anos de idade, tornando-se num dos mais jovens embaixadores portugueses de sempre. Como capitão, exerceu as funções de ajudante do Duque de Lafões.
Durante a sua estadia em Itália conheceu Wilhelm von Humboldt, e iniciou a sua tradução de «Os Lusíadas» para o francês.
Regressou a Portugal em 1806, ocupando-se da administração dos bens que herdara.
Após a ocupação do país pelas tropas napoleónicas, em Novembro de 1807, Palmela continuou integrado no exército, tendo participado activamente nas batalhas travadas para libertar o país do jugo francês.
No entanto, e uma vez que a sua força residia mais na arte da diplomacia do que na das armas, o príncipe regente D. João nomeou-o embaixador em Madrid. Em 1812 tornou-se embaixador em Londres, e em 1815 representou o país no Congresso de Viena (onde defendeu incansavelmente a causa de Olivença, ocupada pela Espanha), tendo retornado a Londres após o encerramento dos trabalhos.
Em 1817 foi chamado a exercer o cargo de ministro dos negócios estrangeiros. Como tal, viajou para o Rio de Janeiro, onde a corte portuguesa se encontrava desde as invasões francesas. No entanto, contrário à presença da corte no Brasil, e não em Lisboa, acaba por se demitir. Só após a Revolução Liberal de 24 de agosto de 1820, e o subsequente regresso do Rei, em 1821, Palmela aceitou o cargo. Nessa altura foi incumbido de viajar ao Brasil e acompanhar o rei no seu regresso triunfal a Portugal.
Em 1824, na sequência da tentativa de golpe de estado conhecida como Abrilada, promovida pela rainha Carlota Joaquina e pelo infante D. Miguel, Palmela foi preso na Torre de Belém sob a acusação de ser líder dos liberais. No entanto, D. João VI viria a libertá-lo, recompensando-o com o título de marquês e o cargo de embaixador em Londres.
Na sequência dos acontecimentos ocorridos após a morte de Dom João VI (com a ascensão e imediata abdicação ao trono de Dom Pedro IV, a criação de uma regência em favor de sua filha Dona Maria da Glória, que deveria casar com o infante Dom Miguel e, por fim, a usurpação do trono por este último, em 1828), Palmela resignou ao cargo de embaixador e dirigiu-se ao Porto, onde se encontrou com Saldanha, tendo desencadeado um movimento revolucionário contra os absolutistas (conhecido como Belfastada).[carece de fontes?] Fracassado este, Palmela compreendeu que os liberais teriam que se equipar convenientemente se quisessem vencer Dom Miguel. Por isso, abandonou Portugal e partiu para Londres, desta feita como exilado político.

## Casamento e descendência
Pedro de Sousa e Holstein casou-se, em 4 de junho de 1810, na Ermida do Palácio da Marquesa de Nisa, paróquia do Beato, com Dona Eugénia Francisca Maria Ana Júlia Felizarda Apolónia Xavier Teles da Gama (Lisboa, 4 de janeiro de 1798 – São Mamede, Lisboa, 20 de abril de 1848), filha de Dom Domingos Xavier de Lima, 11.º Almirante da Índia por sua mulher, e de sua mulher Dona Eugénia Maria Josefa Xavier Teles de Castro da Gama, 7.ª Marquesa de Nisa de juro e herdade, 11.ª Condessa da Vidigueira de juro e herdade e 7.ª Condessa de Unhão. 
Os dois tiveram:
- Dom Alexandre Domingos António Maria Bento Raimundo de Sousa e Holstein (Cádiz, 21 de março de 1812 – Ponta Delgada, São José, 21 de junho de 1832), 1.º Conde de Calhariz, solteiro e sem descendência;
- Dona Eugénia Maria Antónia Domingas Francisca José Coleta de Sousa e Holstein (Alcântara, Lisboa, 6 de março de 1813 – 1884), casou com Dom Brás Maria José Baltazar da Piedade da Silveira e Lorena, 9.º Marquês das Minas de juro e herdade e Representante do Título de Conde do Prado de juro e herdade;
- Dona Isabel Leopoldina Eugénia Antónia Domingas Martinha José Francisca de Sousa e Holstein (Alcântara, Lisboa, 12 de novembro de 1816 – 15 de junho de 1819);
- Dom Domingos António Maria Pedro de Sousa e Holstein (Londres, 28 de junho de 1818 – São Mamede, Lisboa, 3 de abril de 1864), 1.º Marquês do Faial, sucedeu a seu irmão como 2.º Conde de Calhariz e a seu pai como 2.º Duque de Palmela;
- Dom Manuel Vicente António Domingos Francisco de Sousa e Holstein (Londres, 11 de outubro de 1819 – Encarnação, Lisboa, 3 de fevereiro de 1837);
- Dona Maria Ana da Anunciação Josefa Francisca de Assis de Sales Xavier Antónia Domingas de Sousa e Holstein (Ajuda, Lisboa, 25 de março de 1821 – São Mamede, Lisboa, 21 de março de 1844), casou com Dom Luís Brandão de Melo Cogominho Pereira de Lacerda, 3.º Conde de Terena e 2.º Marquês de Terena e Representante do Título de Visconde de São Gil de Perre;
- Dona Maria José de Sousa e Holstein (Ajuda, Lisboa, 27 de setembro de 1822 – 29 de agosto de 1834);
- Dona Teresa Maria da Conceição Antónia Domingas José de Sousa e Holstein (Ajuda, Lisboa, 14 de dezembro de 1823 – Mercês, Lisboa, 11 de junho de 1885), casou com Dom Caetano de Sales Henriques Pereira de Faria Saldanha Vasconcelos de Lancastre, 2.º Conde das Alcáçovas;
- Dom Rodrigo Maria José da Conceição da Rocha António Domingos Francisco de Sousa e Holstein (Ajuda, Lisboa, 13 de dezembro de 1824 – Mercês, Lisboa, 25 de abril de 1840), Marquês Honorário de Palmela;
- Dona Catarina Maria da Assunção Antónia Francisca Domingas Josefa de Sousa e Holstein (Londres, 22 de agosto de 1826 – Cascais, 7 de outubro de 1885), casou com Dom Francisco Xavier Lobo de Almeida de Melo e Castro, 8.º Conde das Galveias;
- Dona Ana Rosa do Santíssimo Sacramento de Sousa e Holstein (Londres, 5 de junho de 1828 – 16 de maio de 1864), casou com Dom António Francisco Lobo de Almeida de Melo e Castro (Galveias);
- Dom Pedro Maria de Sousa e Holstein (Paris, 5 de janeiro de 1830 – Paris, 6 de março de 1830);
- Dom Francisco de Borja Pedro Maria António de Sousa e Holstein (Paris, 20 de abril de 1838 – Carnide, 30 de setembro de 1878), Marquês Honorário de Palmela e 1.º Marquês de Sousa e Holstein;
- Dom Tomás de Sousa e Holstein (Mercês, Lisboa, 31 de dezembro de 1839 – Santos-o-Velho, Lisboa, 22 de setembro de 1887), Marquês Honorário de Palmela e 1.º Marquês de Sesimbra;
- Dom Filipe Maria José Pedro Estevão João Evangelista Francisco de Sales Xavier de Assis de Borja de Paula de Sousa e Holstein (Mártires, Lisboa, 26 de dezembro de 1841 – Funchal, Ilha da Madeira, 22 de fevereiro de 1884), Marquês Honorário de Palmela e 1.º Marquês de Monfalim.

## Morte e sepultamento

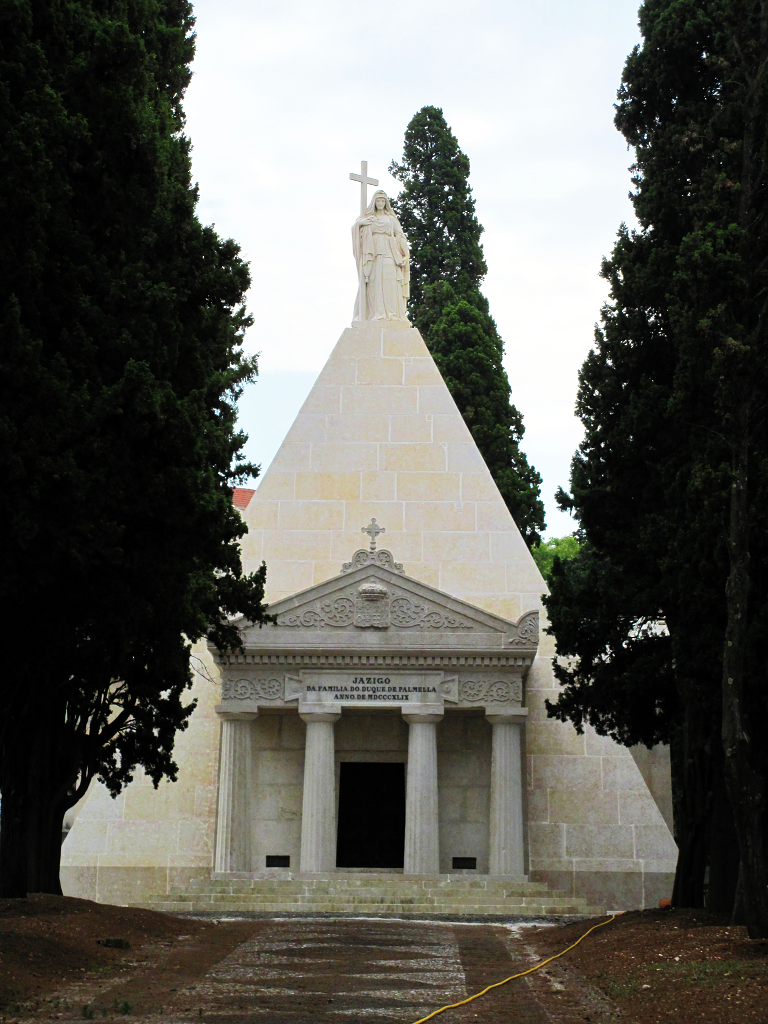
Mausoléu de D. Pedro de Sousa Holstein, Cemitério dos Prazeres.

Depois da morte da sua esposa, o Duque, nos dois anos que lhe sobreviveu, levou uma existência retirada no seu Palácio no Lumiar, pondo em ordem a sua vastíssima correspondência política e recebendo apenas os seus íntimos. Faleceu em 1850, aos 69 anos de idade, em São Mamede, Lisboa.
Está sepultado no Cemitério dos Prazeres,[carece de fontes?] no maior mausoléu particular da Europa, com cerca de 200 corpos e restos mortais pertencentes à mesma família, à excepção de dois padres e de serviçais na entrada. O seu espaço exterior recria a simbólica de um templo maçon e, na capela, no interior da construção, várias estátuas de escultores de renome, como Canova, Teixeira Lopes e Calmels, embelezam os túmulos.[carece de fontes?]